# فناناپذیران
فناناپذیران (رومانیایی: Nemuritorii) یک فیلم درام ماجراجویی به کارگردانی سرجیو نیکلائسکو است که در سال ۱۹۷۴ منتشر شد.

## بازیگران
- یون بسویو
- ایلاریون چوبانو
- ژان کنستانتین
- گئورگه دینیکا
- سرجیو نیکلائسکو
- آمزا پلئا
- کولئا رائوتو
- الکساندرو دوبرسکو
- زفی آلشک